# Thaon-les-Vosges (commune déléguée)
Ne doit pas être confondu avec la commune nouvelle de Thaon-les-Vosges.
Pour les articles homonymes, voir Thaon (homonymie).
Thaon-les-Vosges (prononcé [taɔ̃]) est une ancienne commune française située dans le département des Vosges, en région Grand Est, devenue, le 1er janvier 2016, une commune déléguée de la commune nouvelle de Thaon-les-Vosges.
Ses habitants sont appelés les Thaonnais.
Par arrêté préfectoral du 24 décembre 2015, la commune nouvelle de Capavenir Vosges est créée par la fusion de Oncourt, Girmont et Thaon-les-Vosges, conformément aux délibérations des conseils municipaux, respectivement, du 14, 10 et 23 décembre 2015. Son siège est fixé à la mairie de Thaon-les-Vosges. Fin 2021, la commune nouvelle reprend le nom de Thaon-les-Vosges.

## Géographie

### Localisation
Thaon-les-Vosges est située dans la vallée de la Moselle à 10 km en aval d'Épinal et à 60 km de Nancy.

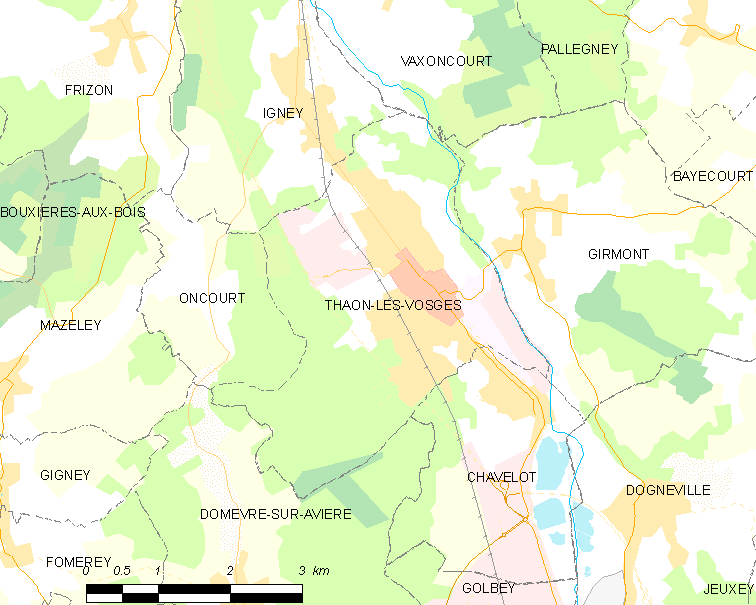
Situation de Thaon-les-Vosges.

### Communes limitrophes
| Igney              | Igney            | Vaxoncourt |
| Oncourt            | Thaon-les-Vosges | Girmont    |
| Domèvre-sur-Avière | Chavelot         | Girmont    |

### Géologie et relief
- La ville s'est construite dans la plaine alluviale de la Moselle.
- Les prélèvements effectués en 1899 retrouvent cinq couches géologiques : Muschelkalk supérieur et inférieur (Trias germanique), alluvions anciennes et modernes et limon des plateaux sur les points les plus élevés, en périphérie de la commune.

### Voies de communication et transports

#### Voies routières
- La ville bénéficie de deux accès directs vers la voie rapide N 57.

#### Lignes SNCF
- La gare ferroviaire de la ville est située sur la ligne Nancy-Épinal.

#### Ports
- Thaon-les-Vosges est traversée par le canal de l'Est et le projet de création d'un port à visée touristique a été retenu. Des gravières sont en exploitation à la limite nord de la ville et les matériaux extraits sont convoyés par une rotation de barges vers Chavelot pour stockage.

## Toponymie
Le nom de la localité est mentionné sous les formes De Tadone (1003) ; Thaon (1297) ; Taon (1343) ; Tawon (1396) ; De Taonno (1402) ; Tahon (1441) ; Tallon, pour Tawon (1461) ; Taion ung bon villaige (XVIe siècle) ; Thaon, Tanon (1656) ; Tavon (1711) ; Thaon vulgairement Thavon (1753) ; Taon (1801) ; Thaon-les-Vosges (1890),.
Ce nom de lieu a peut-être pour origine l’anthroponyme germanique Tato pris absolument. Dans ce cas la terminaison -on du nom de personne indique qu'il s'agit d'un cas régime.
Remarque : la forme latinisée Tadone montre la lénition du [t] intervocalique qui s'est amuï complètement, conformément à une évolution régulière en langue d'oïl.

## Histoire
En juillet 2003 fut célébré le premier millénaire de la ville, les premières traces écrites attestant l'existence de la ville remonterait à l'an 1003.
En 1904, l'abbé Constant Olivier a publié un livre en deux volumes intitulé « Histoire de Thaon-les-Vosges ».
Il y fait état des quelques inventions archéologiques de la période gallo-romaine, faites sur le territoire de la commune :
- un fragment d'une porte de bronze, découverte dans le lit de la Moselle et déposée au Musée d'Épinal en 1835,
- de nombreux débris de tuiles plates, tuiles romaines, au lieu-dit « Les Thuillons ».

Deux découvertes laissent supposer une occupation antérieure :
- un éclat de silex au lieu-dit « Fontaine La Chatte »,
- une pointe de lance à douille en bronze datée de l'âge du bronze (Registre d'entrée du Musée d'Épinal, M.D.V., V, 99)[6].

Ce qui suit est tiré de l'histoire de Thaon d'après le livre de l'abbé C. Olivier.
Thierry de Hamelant, évêque de Metz construisit vers 980, au centre d'Épinal (Spinal) un monastère de vierges dédié à Saint-Goery et régi par les règles de saint-Benoit.
Secondairement sera fondé l'hôpital Saint-Gœry à côté du monastère, et qui sera tenu par les religieuses.
Thierry de Hamelant le plaça sous la protection des papes, des empereurs, des ducs et des seigneurs lorrains.
Dès la fin du XIIe siècle, les règles de saint Benoit sont oubliées et le monastère prend l'apparence d'un chapitre noble avec une organisation féodale; à la tête de ce chapitre se trouve l'abbesse secondée par la doyenne et la secrète.
Les dames abbesses d'Épinal étaient seigneurs fonciers et le territoire de Thaon était en grande partie sous leur pouvoir (les 3/4) ; le temporel des évêques de Metz recouvrait en effet le territoire de Thaon et le successeur de Thierry de Hamelant, Adalberon l'avait attribué au monastère en réservant le quart restant à l'évêché.
Thaon était alors constitué de dix manses, ce qui permet d'évaluer la population à 200 - 250 habitants.
L'évêque mit le monastère sous la protection de l'empereur d'Allemagne Henri II (saint Henri), et c'est dans la charte officialisant cette mainbournie qu'apparait pour la première fois le nom de Thaon (Ad Tadonem). Il y confirme la donation des biens faite par Adalberon au monastère de Spinal et notamment « une église et la chapelle en dépendant à Thaon (ad Tadonem)
Le territoire est donc divisé en deux seigneuries :
- la grande seigneurie est la propriété des abbesses et
- la petite seigneurie est la propriété de l'évêque de Metz.

De ce fait il y a deux maires à Thaon (voir administration, liste des maires).
À partir de 1260 le choix de l'évêque de Metz qui doit succéder à Jacques de Lorraine, mort cette même année, est responsable d'une querelle et d'une grande période de guerres entre l'évêque de Metz et le duc de Lorraine.
Thaon aura alors à souffrir des combats dans les territoires avoisinants (combat de Vaxoncourt en 1260, guerre de Guillaume de Trainel à partir du 21 juillet 1267, combat d'Hadigny en 1272)
La fin du XIIIe siècle et tout le XIVe siècle verront continuer ces combats.
Le dernier accord de paix est daté de 1395 (Richard de Châtel y demande à l'évêque de Metz le remboursement de dommages occasionnés par ses troupes dans la ville d'Igney et dans la ville de Fontenois sous Deneuvre).
Les besoins d'argent de l'évêque de Metz sont tels qu'il est amené à vendre la petite seigneurie en y conservant ses droits de suzerain, à Philibert de Bauffremont (dénombrement manuscrit signé de Philibert de Bauffremont, conservé à la bibliothèque d'Épinal et daté du 23 juin 1495).
La petite seigneurie restera la propriété des Beauffremont et la dernière lettre qui en fait état est signée Pierre de Bauffremont et datée du 6 mars 1444.
La période qui suit est obscure sans aucun document historique précisant à qui appartient la petite seigneurie.
Et en 1509, on retrouve, dans les comptes des receveurs d'Épinal, la petite seigneurie rattachée à la ville d'Épinal, et donc propriété des ducs de Lorraine.
Thaon subira les conséquences des événements militaires du XVe siècle : incursion des troupes seigneuriales de Robert III de Sarrebruck, de Robert de Baudricourt (1431), passages des routiers et des écorcheurs, mercenaires privés d'employeurs. Cinq cents routiers périront dans les flammes de Sercœur incendiée par les soldats de l'évêque de Verdun.
Thaon souffrira également des hostilités incessantes entre les deux villes voisines : Châtel la bourguignonne et Épinal la lorraine. Ce conflit commence en 1465 lorsque Louis XI donne la possession d'Épinal à Thiébaut IX, seigneur de Châtel et maréchal de Bourgogne, ce que les bourgeois d'Épinal refusent, et se termine le 5 janvier 1476 avec la mort de Charles le Téméraire à Nancy.
Après un demi-siècle de tranquillité, la région de Thaon va connaitre une période de troubles à partir de 1535 avec le désir de chefs protestants d'imposer le religion de Luther, d'abord Guillaume de Furstemberg, puis le colonel et baron Polwillers, gouverneur de Haguenau.
Dix ans plus tard, les protestants de France veulent aider ceux d'Allemagne et Thaon verra passer les troupes luthériennes du prince de Condé et les reîtres de Jean Casimir, le fils de l'électeur palatin Frédéric III (1567).
En 1569, le roi de France Henri III essaie de leur barrer la route à Jeuxey et à Baccarat alors que le duc Charles III renforce la garnison de Châtel ; ces troupes vivent aux frais des villages où elles s'abritent y compris Thaon.
La guerre entre catholiques et protestants en France ramène Jean-Casimir et ses reîtres en 1575 en Lorraine. Ils sont rejoints par 7000 suisses aux environs de Thaon et ils se dirigent vers la frontière française en janvier 1576 (6e guerre de religion) en incendiant une partie de Portieux.
Le village de Thaon a été victime d'un incendie dans les dernières années du XVIe siècle; on retrouve en effet aux archives départementales un extrait des comptes de l'an 1600 faisant état d'aides apportées par son Altesse le duc de Lorraine aux victimes de cet incendie. Il verse en effet le deuxième tiers de cette aide en 1600. Par ailleurs cet extrait signale que 21 maisons représentait près de la moitié du village.

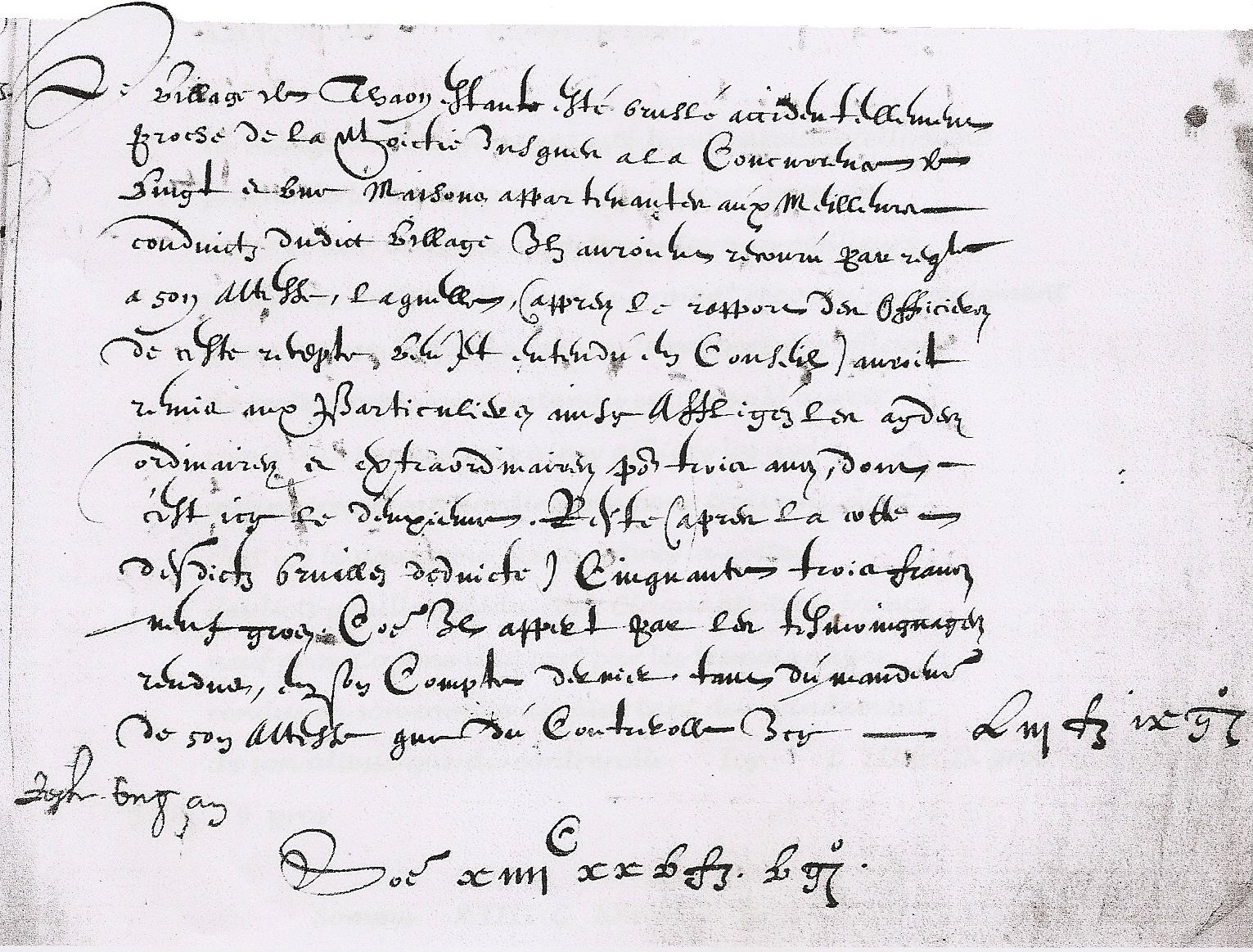
Extrait des comptes de 1600.

Le village de Thaon estant esté bruslé accidentellement

proche de la moitié jusque a la concurrence de

vingt et une maisons appartenantes aux meilleurs

conduicts dudict village. Ils auroient recouru par règlement

a son Altesse, laquelle (apprés le rapport des officiers

de ceste recepte vu et entendu en conseil) auroit

remis aux particuliers ainsy affligés les aydes

ordinaires et extraordinaires pour trois ans, dont

c'est icy le deuxieme reste (après la cotte

desdicts gruillers déduicte). Cinquante trois francs

neuf gros. Comme il appert par les tesmoignages

rendus en son compte dernier tant du mandement

de son altesse que du contrerolle Icy L III fr IX gros (lire 53 fr 9 gros)

Somme X IIII C XXV fr. L gros (lire 14 100 25 fr. 50 gros égal 1425 fr. 50 gros)

 
L'année 1633 marque le début des hostilités entre la Lorraine et la France qui vont durer plus de trente ans.
Thaon aura à subir le passage des différentes troupes du conflit ; la population épuise toutes ses ressources à subvenir aux besoins des différents belligérants et sera rançonnée, pillée, ses champs dévastés.
Les soldats qui ont laissé les plus mauvais souvenirs sont les suédois et les cravates (croates?) qui incendient presque systématiquement tous les villages qu'ils occupent; c'était particulièrement le cas du régiment de Batilly (régiment weimarien du nom de son colonel, à la solde de la France).
Le traité des Pyrénées n'est suivi que d'une brève accalmie et la guerre recommence en août 1670.
Un mois plus tard Créqui investit Épinal et fait le siège de Châtel qui se rend le 29 septembre.
Il y aura bien un essai de riposte de Charles IV en février 1674 (reprise de Remiremont, d'Épinal puis de Châtel) mais la réaction de Turenne va mettre fin aux hostilités.

## Politique et administration

### Tendances politiques et résultats

#### Élections municipales

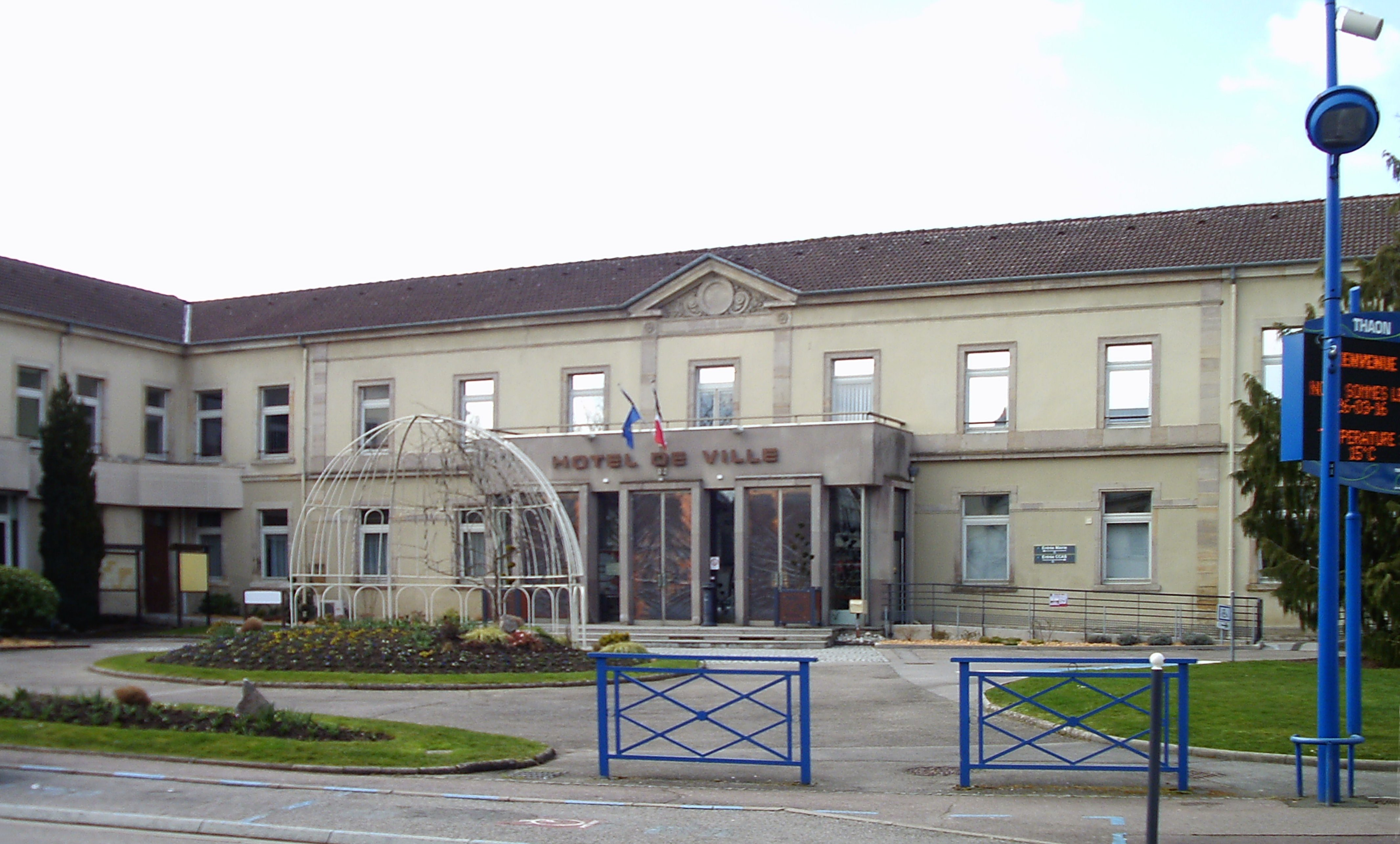
L'hôtel de ville.

- Élection municipale de 2014[8] :
2 322 voix et 64,01 % pour Dominique Momon (DVD), 746 voix et 20,56 % pour Jordan Grosse-Cruciani (FN), 559 voix et 15,41 % pour Pierre Gérard (DVD), 62,85 % de participation.
- Élection municipale partielle de 2009[9] :
1 948 voix et 59,01 % pour Dominique Momon (UMP), 750 voix et 22,72 % pour Jean-Paul Gadroy (SE), 603 voix et 18,27 % pour Gérard Grünenwald (DVG), 57,65 % de participation.
- Élection municipale de 2008[10] :
1 822 voix et 50,15 % pour Raymond Dégémard (UMP), 952 voix et 26,20 % pour Jean-Paul Gadroy (SE), 859 voix et 23,64 % pour Gérard Grünenwald (DVG), 64,15 % de participation.

### Liste des maires délégués
| Période        | Période                         | Identité        | Étiquette   | Qualité |
| -------------- | ------------------------------- | --------------- | ----------- | --- |
| 7 janvier 2016 | 25 mai 2020                     | Dominique Momon | DVD-UMP     | Responsable d'agence bancaire Conseiller départemental de Golbey (2015 → 2021) Vice-président de la CA d'Épinal (2013 → 2020) Maire de Thaon-les-Vosges (anc. Capavenir Vosges) (2016 → 2020) |
| 25 mai 2020    | En cours (au 23 septembre 2021) | Cédric Haxaire  | SE puis HOR | Cadre territorial puis attaché parlementaire Vice-président de la CA d'Épinal (2020 → ) Suppléant du député Stéphane Viry (2022 → )                                                           |

### Jumelage
La ville est jumelée depuis 1986 avec  Alzenau (Allemagne),.

### Politique environnementale
Ville fleurie : trois fleurs attribuées par le conseil National des Villes et Villages Fleuris de France au concours des villes et villages fleuris
Thaon-les-Vosges dispose d'une déchèterie ouverte au public tous les jours de la semaine et qui collecte verre, papier, métaux, encombrants, carton, huiles usagées, déchets verts, piles, matériels électroménagers, électronique et informatique, bois.

### Budget et fiscalité
2015
En 2015, le budget de la commune Thaon-les-Vosges était constitué ainsi :
- total des produits de fonctionnement : 8 019 000 €, soit 984 € par habitant ;
- total des charges de fonctionnement : 7 148 000 €, soit 877 € par habitant ;
- total des ressources d'investissement : 5 416 000 €, soit 665 € par habitant ;
- total des emplois d'investissement : 5 004 000 €, soit 614 € par habitant ;
- endettement : 6 071 000 €, soit 745 € par habitant.

Avec les taux de fiscalité suivants :
- taxe d'habitation : 11,31 % ;
- taxe foncière sur les propriétés bâties : 17,44 % ;
- taxe foncière sur les propriétés non bâties : 26,21 % ;
- taxe additionnelle à la taxe foncière sur les propriétés non bâties : 0,00 % ;
- cotisation foncière des entreprises : 0,00 %.

À partir de 2016 : Commune nouvelle Thaon-les-Vosges.
2022
En 2022, le budget de la commune était constitué ainsi :
- total des produits de fonctionnement : 9 078 000 €, soit 1 026 € par habitant ;
- total des charges de fonctionnement : 8 661 000 €, soit 979 € par habitant ;
- total des ressources d'investissement : 4 837 000 €, soit 547 € par habitant ;
- total des emplois d'investissement : 3 270 000 €, soit 370 € par habitant ;
- endettement : 6 793 000 €, soit 768 € par habitant.

Avec les taux de fiscalité suivants :
- taxe d'habitation : 11,22 % ;
- taxe foncière sur les propriétés bâties : 41,12 % ;
- taxe foncière sur les propriétés non bâties : 24,26 % ;
- taxe additionnelle à la taxe foncière sur les propriétés non bâties : 0,00 % ;
- cotisation foncière des entreprises : 0,00 %.

Chiffres clés Revenus et pauvreté des ménages en 2021 : médiane en 2021 du revenu disponible, par unité de consommation : 21 080 €.

## Population et société

### Démographie
L'évolution du nombre d'habitants est connue à travers les recensements de la population effectués dans la commune depuis 1793. À partir du 1er janvier 2009, les populations légales des communes sont publiées annuellement dans le cadre d'un recensement qui repose désormais sur une collecte d'information annuelle, concernant successivement tous les territoires communaux au cours d'une période de cinq ans. 
Pour les communes de moins de 10 000 habitants, une enquête de recensement portant sur toute la population est réalisée tous les cinq ans, les populations légales des années intermédiaires étant quant à elles estimées par interpolation ou extrapolation. Pour la commune, le premier recensement exhaustif entrant dans le cadre du nouveau dispositif a été réalisé en 2004,.
En 2013, la commune comptait 7 895 habitants, en évolution de −1,74 % par rapport à 2008 (Vosges : −1,74 %, France hors Mayotte : +2,49 %).
| 1793 | 1800 | 1806 | 1821 | 1831 | 1836 | 1841 | 1846 | 1856 |
| ---- | ---- | ---- | ---- | ---- | ---- | ---- | ---- | ---- |
| 351  | 361  | 366  | 390  | 430  | 458  | 411  | 474  | 533  |

| 1861 | 1866 | 1876  | 1881  | 1886  | 1891  | 1896  | 1901  | 1906  |
| ---- | ---- | ----- | ----- | ----- | ----- | ----- | ----- | ----- |
| 524  | 555  | 1 867 | 2 624 | 3 153 | 3 633 | 4 285 | 4 923 | 6 117 |

| 1911  | 1921  | 1926  | 1931  | 1936  | 1946  | 1954  | 1962  | 1968  |
| ----- | ----- | ----- | ----- | ----- | ----- | ----- | ----- | ----- |
| 7 258 | 8 036 | 8 212 | 8 263 | 8 191 | 7 773 | 8 181 | 8 166 | 7 622 |

| 1975  | 1982  | 1990  | 1999  | 2004  | 2009  | 2013  | - | - |
| ----- | ----- | ----- | ----- | ----- | ----- | ----- | - | - |
| 7 745 | 7 421 | 7 504 | 7 785 | 7 964 | 8 028 | 7 895 | - | - |

### Enseignement
- Écoles maternelles :
  - École maternelle Bouxières,
  - École maternelle Jules-Ferry,
  - École maternelle Gohypré,
- Écoles élémentaires :
  - École élémentaire de Bouxières,
  - École élémentaire Jules-Ferry,
  - École élémentaire Gohypré,
- Colléges :
  - Collège Elsa-Triolet
- Lycées et centres de formation :
  - Lycée professionnel Émile-Gallé
  - Centre de formation d'apprentis de l'industrie

### Manifestations culturelles et festivités
- Marché hebdomadaire chaque samedi matin
- Marché de Noël
- Grand marché de Printemps
- Fête des Géraniums
- Fête de l'Homme, Nature et Environnement, foire bio
- Salon des artistes amateurs
- Salon des collectionneurs
- Salon du modèle réduit
- Ronde hivernale (course à pied)

### Santé
Maisons de retraite :
- La maison de retraite du Cèdre Bleu[22].
- Les jardins des Cuvières[23]

## Économie
La ville de Thaon-les-Vosges doit son développement à l'installation de l'industrie textile sur son territoire après la guerre de 1870, et particulièrement à la première entreprise qui s'y installe, la Blanchisserie et Teinturerie de Thaon.
Auparavant la ville suscitait bien peu d'intérêt ; les écoliers de 1863 n'en connaissait que ces quelques lignes : Thaon dans la plaine, près de la Moselle, à 7 km de Châtel, 10 km d'Épinal, 524 habitants. Féculerie. Le roi y était seigneur haut justicier.
La crise textile a commencé au début des années 1960 et a très vite provoqué des restructurations dans les entreprises, des fermetures d'ateliers et des déplacements de personnels d'une unité à l'autre au sein des groupes industriels. La ville a dû réagir et attirer des entreprises créatrices d'emplois: sociétés d'importance, telles Honeywell ou Viskase, mais aussi de plus petites unités majoritairement installées au sein de la zone industrielle Inova 3000, en bordure de la voie rapide.
En 2008, on dénombre 55 implantations d'entreprises et 2000 emplois sur le site d'Inova 3000, ce qui en fait la zone industrielle la plus importante des Vosges.
Grâce à l'implantation de la société Honeywell-Garrett SA, la ville se considère comme la capitale mondiale du turbocompresseur.

## Culture locale et patrimoine

### Lieux et monuments

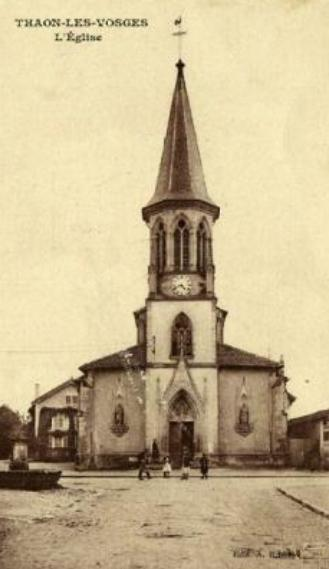
L'église vers 1905.

#### Édifices civils
L'ensemble bâti dit la Rotonde, inscrit sur l'inventaire supplémentaire des monuments historiques par arrêté du 19 décembre 1986, est un édifice imposant en forme de croix de Lorraine (vue du ciel) qui fut construit à partir de 1910 par la Blanchisserie et Teinturerie de Thaon-les-Vosges (BTT) comme foyer patronal pour les habitants de la ville. Elle est l'œuvre mi-régionaliste, mi-moderne de l'architecte Desclers, avec des extensions par l'architecte Albert Hébrard en 1920.
Devenue salle municipale en 1980, la Rotonde abrite un théâtre (décoré par Loÿs Prat) de plus de 1000 places dont la scène a été construite sur le modèle de celle du théâtre du Châtelet ; elle accueille aujourd'hui de nombreux salons, congrès, séminaires, expositions et spectacles. Grâce à une coopération active entre les villes de Thaon et d'Épinal, la Rotonde fait l'objet d'un ambitieux projet culturel pour devenir un pôle culturel de la Lorraine du Sud sous le nom de Scène Vosges.
Ce théâtre fait partie d'un syndicat mixte à vocation culturelle qui l'associe à deux autres lieux de diffusion, de création : l'auditorium de la Louviére, le théâtre d'Épinal. Le théâtre de la Rotonde a pour but de devenir une scène conventionnée. Des travaux de réhabilitation ont été effectués de juin 2007 à août 2008 et le premier spectacle dans le théâtre rénové a eu lieu le 17 janvier 2009. La salle de théâtre contient maintenant 864 places dont 14 destinées aux handicapés.
Le monument aux morts de la Grande Guerre,.

#### Édifices religieux
- L'église Saint-Brice abrite un orgue Kern[30] acheté par la paroisse en 1975[31],[32].
- La chapelle des sœurs Bernadette et son orgue[33],[34]
- La chapelle Notre-Dame des Ermites, première pierre posée sur le plateau de Gohypré le 3 septembre 1911, inaugurée et consacrée le 27 mai 1912, le choeur el l'oratoire est décoré d'une vierge en bois sculptée.
- Le temple de l’église réformée, rue Rapp construit dans un style finlandais, a été inauguré en 1909[35],[36].

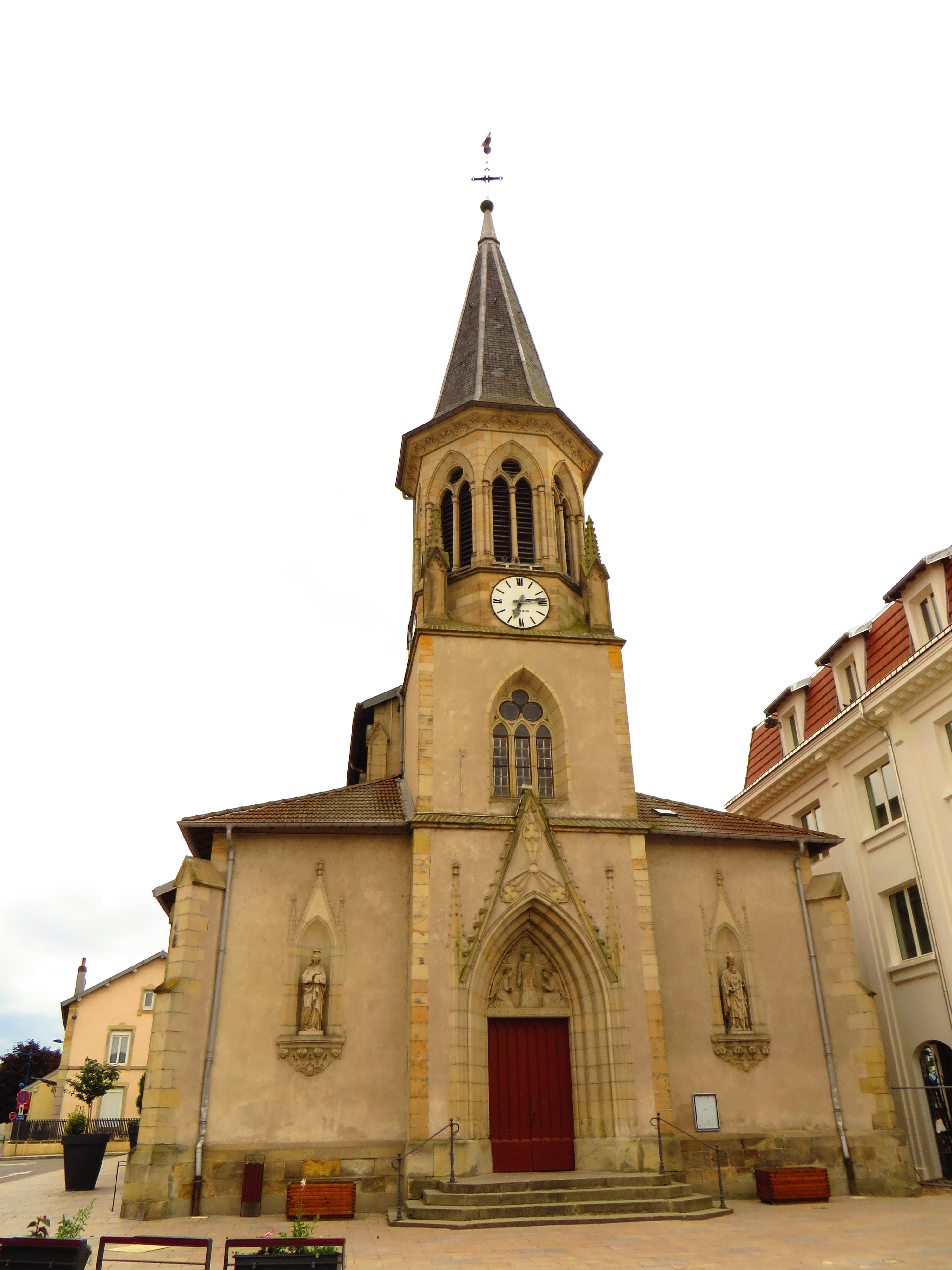
Église Saint-Brice.
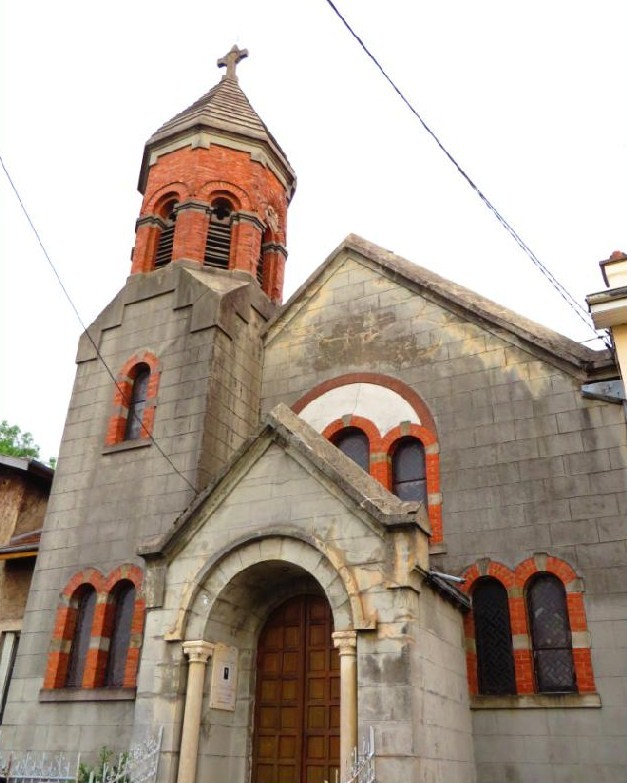
Chapelle Notre-Dame des Ermites.
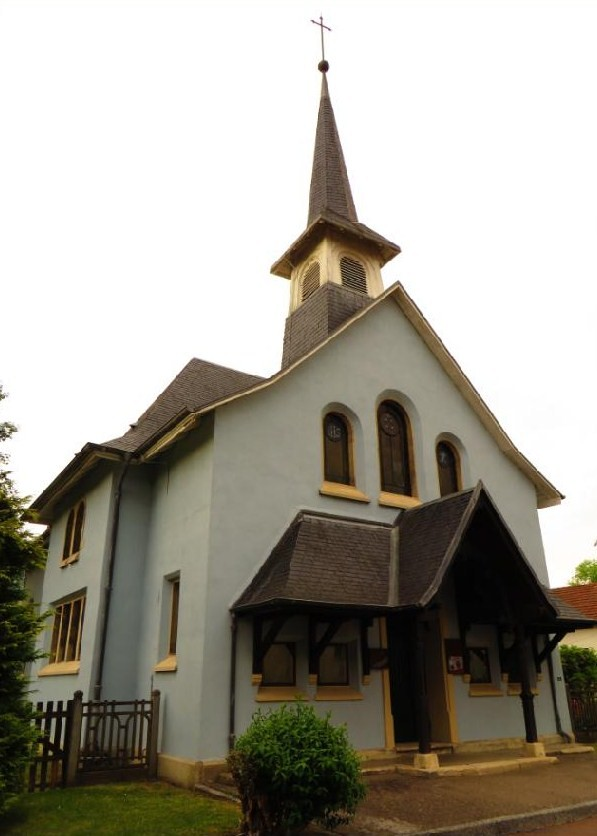
le Temple.
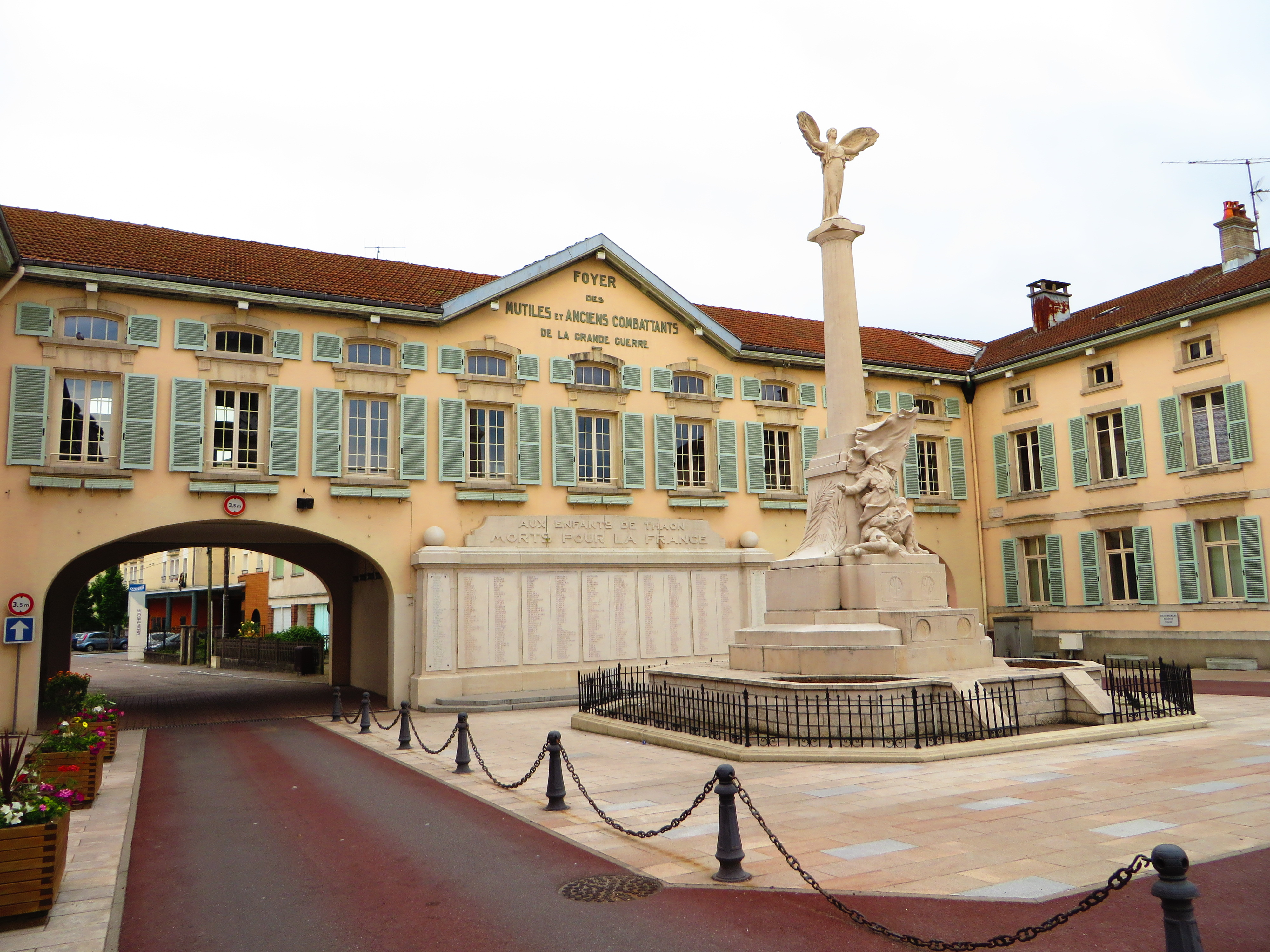
Le monument aux morts.

### Patrimoine culturel
À Thaon s'est ouverte le 3 avril 2007 la médiathèque Capavenir qui pratique des tarifs préférentiels pour les habitants de la communauté de communes Capavenir. Il est possible de s'inscrire à des cours gratuits d'informatique.
La ville dispose d'une aire aménagée réservée aux camping-cars, en bordure du canal de l'Est.
À proximité immédiate se trouvent un lieu de promenade ombragé, un terrain destiné à la pratique de la pétanque, un minigolf et quelques jeux destinés aux plus petits. Depuis 2014, la commune dispose aussi d'un skatepark de 675 m², conçu par l’agence d’architecture urbaine Constructo et réalisé par Colas et Est Ouvrages.

### Personnalités liées à la commune
- Armand Lederlin[37] (1836-1919), industriel du textile et maire de Thaon de 1884 à sa mort en 1919
- Paul Lederlin, industriel du textile et maire de Thaon de 1919 à 1924
- Clémentine Delait (1865-1939), la femme à barbe.
- Joseph Lux (1879-1960), gymnaste né à Thaon
- Noël Fiessinger (1881-1946), anatomiste français.
- Louis Guillon (1887-1947), député, fondateur du Parti républicain agraire et social.
- Marcel Boussac né le 17 avril 1889 à Châteauroux, mort le 21 mars 1980, industriel du textile
- Marcel Hoffer (1916-1979)[38] député des Vosges.
- Joëlle Bourgois (1945-2015) née à Thaon-les-Vosges, ambassadrice engagée[39].
- Le groupe de musique Kronos.

### Héraldique
| Blason de {{{commune}}} | Blason  | Les armes de Thaon-les-Vosges se blasonnent ainsi : « D'azur au taon d'or ailé d'argent. »                                     |
| Blason de {{{commune}}} | Détails | Armes parlantes ( Le blason joue sur l'homonymie des noms de la ville et du taon. C'est un parfait exemple d'armes parlantes). |

## Pour approfondir